# Prêmios Globo de Ouro de 2003

Prêmios Globo de Ouro de 2003

 19 de janeiro de 2003
Filme - Drama:
The Hours
Filme - Comédia ou Musical:
Chicago
Série de televisão – Drama:
The Shield
Série de televisão – Comédia ou Musical:
Curb Your Enthusiasm
Minissérie ou Filme para televisão:
The Gathering Storm
Prêmios Globo de Ouro 

← 2002  ·  2004 →
Os Prêmios Globo de Ouro de 2003 (no original, em inglês, 60th Golden Globe Awards) honraram os melhores profissionais de cinema e televisão, filmes e programas televisivos de 2002. Os candidatos nas diversas categorias foram escolhidos pela Associação de Imprensa Estrangeira de Hollywood (AIEH) e os nomeados anunciados em 19 de dezembro de 2002.
Na cerimônia, Chicago liderou as indicações, com um total de seis. Em relação às vitórias, The Hours foi coroado como melhor filme de drama e Chicago melhor filme de comédia ou musical. Além disso, Martin Scorcese, diretor de Gangs of  New York, foi coroado como melhor diretor.

## Vencedores e nomeados

### Cinema
| Melhor filme | Melhor filme |
| Drama | Comédia ou Musical |
| --- | --- |
| - The Hours - About Schmidt - Gangs of New York - The Lord of the Rings: The Two Towers - The Pianist | - Chicago - About a Boy - Adaptation. - My Big Fat Greek Wedding - Nicholas Nickleby |
| Melhor atuação em filme de drama | |
| Ator | Atriz |
| - Jack Nicholson – About Schmidt - Adrien Brody – The Pianist - Michael Caine – The Quiet American - Daniel Day-Lewis – Gangs of New York - Leonardo DiCaprio – Catch Me If You Can                               | - Nicole Kidman – The Hours - Salma Hayek – Frida - Diane Lane – Unfaithful - Julianne Moore – Far From Heaven - Meryl Streep – The Hours |
| Melhor atuação em filme de comédia ou musical | |
| Ator | Atriz |
| - Richard Gere – Chicago - Nicolas Cage – Adaptation. - Kieran Culkin – Igby Goes Down - Hugh Grant – About a Boy - Adam Sandler – Punch-Drunk Love                                                               | - Renée Zellweger – Chicago - Maggie Gyllenhaal – Secretary - Goldie Hawn – The Banger Sisters - Nia Vardalos – My Big Fat Greek Wedding - Catherine Zeta-Jones – Chicago |
| Melhor atuação coadjuvante em filme – drama, comédia ou musical | |
| Ator coadjuvante | Atriz coadjuvante |
| - Chris Cooper – Adaptation. - Ed Harris – The Hours - Paul Newman – Road to Perdition - Dennis Quaid – Far From Heaven - John C. Reilly – Chicago                                                                | - Meryl Streep – Adaptation. - Kathy Bates – About Schmidt - Cameron Diaz – Gangs of New York - Queen Latifah – Chicago - Susan Sarandon – Igby Goes Down |
| Melhor direção | Melhor roteiro |
| - Martin Scorsese – Gangs of New York - Stephen Daldry – The Hours - Peter Jackson – The Lord of the Rings: The Two Towers - Spike Jonze – Adaptation. - Rob Marshall – Chicago - Alexander Payne – About Schmidt | - Alexander Payne, Jim Taylor – About Schmidt - Charlie, Donald Kaufman – Adaptation. - Bill Condon – Chicago - Todd Haynes – Far From Heaven - David Hare – The Hours |
| Melhor trilha sonora original | Melhor canção original |
| - Elliot Goldenthal – Frida - Terence Blanchard – 25th Hour - Elmer Bernstein – Far From Heaven - Philip Glass – The Hours - Peter Gabriel – Rabbit-Proof Fence                                                   | - "The Hands That Built America" – U2 (Gangs of New York) - "Lose Yourself" – Eminem (8 Mile) - "Die Another Day" – Madonna (Die Another Day) - "Here I Am" – Bryan Adams (Spirit: Stallion of the Cimarron) - "Father and Daughter" – Paul Simon (The Wild Thornberrys Movie) |
| Melhor filme em língua estrangeira | |
| - Hable con ella ( Espanha) - Balzac et la Petite Tailleuse Chinoise ( França) - Cidade de Deus ( Brasil) - El crimen del padre Amaro ( México) - Yīngxióng ( China) - Nirgendwo in Afrika ( Alemanha)            | |

#### Filmes com múltiplas indicações
| Nomeações | Filme                                 |
| --------- | ------------------------------------- |
| 8         | Chicago                               |
| 7         | The Hours                             |
| 6         | Adaptation.                           |
| 5         | Gangs of New York                     |
| 4         | Far from Heaven                       |
| 2         | Frida                                 |
| 2         | The Lord of the Rings: The Two Towers |
| 2         | The Pianist                           |
| 2         | My Big Fat Greek Wedding              |
| 2         | Igby Goes Down                        |

#### Filmes com múltiplos prêmios
| Prêmios | Filme             |
| ------- | ----------------- |
| 3       | Chicago           |
| 2       | About Schmidt     |
| 2       | Gangs of New York |
| 2       | Adaptation.       |
| 2       | The Hours         |

### Televisão
| Melhor série | Melhor série |
| Drama | Comédia ou musical |
| --- | --- |
| - The Shield - 24 - Six Feet Under - The Sopranos - The West Wing | - Curb Your Enthusiasm - Friends - Sex and the City - The Simpsons - Will & Grace |
| Melhor atuação em série de drama | |
| Ator | Atriz |
| - Michael Chiklis – The Shield - James Gandolfini – The Sopranos - Peter Krause – Six Feet Under - Martin Sheen – The West Wing - Kiefer Sutherland – 24 | - Edie Falco – The Sopranos - Jennifer Garner – Alias - Rachel Griffiths – Six Feet Under - Marg Helgenberger – CSI: Crime Scene Investigation - Allison Janney – The West Wing                                   |
| Melhor atuação em série de comédia ou musical | |
| Ator | Atriz |
| - Tony Shalhoub – Monk - Larry David – Curb Your Enthusiasm - Matt LeBlanc – Friends - Bernie Mac – The Bernie Mac Show - Eric McCormack – Will & Grace | - Jennifer Aniston – Friends - Bonnie Hunt – Life with Bonnie - Jane Kaczmarek – Malcolm in the Middle - Debra Messing – Will & Grace - Sarah Jessica Parker – Sex and the City                                   |
| Melhor atuação em minissérie ou filme para televisão | |
| Ator | Atriz |
| - Albert Finney – The Gathering Storm - Michael Gambon – Path to War - Michael Keaton – Live from Baghdad - William H. Macy – Door to Door - Linus Roache – RFK | - Uma Thurman – Hysterical Blindness - Helena Bonham Carter – Live From Baghdad - Shirley MacLaine – Hell on Heels: The Battle of Mary Kay - Helen Mirren – Door to Door - Vanessa Redgrave – The Gathering Storm |
| Melhor atuação coadjuvante em série, minissérie ou filme para televisão | |
| Ator coadjuvante | Atriz coadjuvante |
| - Donald Sutherland – Path to War - Alec Baldwin – Path to War - Jim Broadbent – The Gathering Storm - Bryan Cranston – Malcolm in the Middle - Sean Hayes – Will & Grace - Dennis Haysbert – 24 - Michael Imperioli – The Sopranos - John Spencer – The West Wing - Bradley Whitford – The West Wing | - Kim Cattrall – Sex and the City - Megan Mullally – Will & Grace - Cynthia Nixon – Sex and the City - Parker Posey – Hell on Heels: The Battle of Mary Kay - Gena Rowlands – Hysterical Blindness                |
| Melhor minissérie ou filme para televisão | |
| - The Gathering Storm - Live from Baghdad - Path to War - Shackleton - Taken | |

#### Séries com múltiplas nomeações
| Nomeações | Série                |
| --------- | -------------------- |
| 5         | The West Wing        |
| 4         | The Gathering Storm  |
| 4         | Path to War          |
| 4         | Sex and the City     |
| 4         | The Sopranos         |
| 3         | Friends              |
| 2         | The Shield           |
| 2         | Curb Your Enthusiasm |
| 2         | Hysterical Blindness |

#### Séries com múltiplos prêmios
| Prêmios | Série               |
| ------- | ------------------- |
| 2       | The Shield          |
| 2       | The Gathering Storm |